# A. R. D. Fairburn
Arthur Rex Dugard Fairburn (* 2. Februar 1904; † 25. März 1957) war ein neuseeländischer Schriftsteller und Journalist. Aufgrund seines lyrischen Werkes und seiner kulturpolitischen Essayistik gilt er als einer der wichtigsten Vertreter der frühen modernen und postkolonialen Literatur in Neuseeland.

## Frühe Jahre, Neuseeland und England
Arthur Rex Dugard (A. R. D.) Fairburn, der sich selbst schlicht „Rex Fairburn“ nannte, wurde in eine bürgerliche Familie in Auckland geboren, wo er seine Kindheit und Jugend im Stadtteil Parnell verbrachte und von 1918 bis 1920 die Auckland Grammar School besuchte. Dort begegnete er auch seinem Freund R. A. K. Mason, mit dem er schon früh philosophische und politische Fragen diskutierte und mit dem ihn eine lebenslange Freundschaft verband.
Von 1920 bis 1926 war er bei der New Zealand Insurance Company als Versicherungsangestellter tätig. Die unbefriedigende Arbeit ließ ihn für einige Zeit auf die einsame Norfolkinsel fliehen; nach seiner Rückkehr spielte er leidenschaftlich Rugby und Golf und wanderte und schwamm viel an den einsamen Küsten der neuseeländischen Nordinsel. Er folgte damit den Spuren seines Großvaters Edwin Fairburn, der gleichfalls abenteuerliche Reisen in Neuseeland unternommen und physische Betätigung in Byronischer Manier als Ausgangspunkt für philosophische und literarische Reflexionen genutzt hatte. Den Byronischen Stil des sportlichen, naturverbundenen Mannes, des „Whole Man“, sollte Fairburn zeitlebens pflegen.
Fairburns erste Gedichtsammlung entstand in Gemeinschaftsarbeit mit Geoffrey de Montalk, der seine Familiengeschichte auf das polnische Königshaus zurückführte. Es handelte sich um eine Lyriksammlung, die sich mit den Themen Liebe, Sterblichkeit und Natur beschäftigt. Dieser stilistisch spätromantischen, teilweise auch symbolistischen Phase, die jedoch schon Fairburns rhythmische Begabung erkennen lässt, verdankt sich auch seine in London erschienene erste Einzelveröffentlichung unter dem Titel He shall not rise.
Seit 1930 verbrachte Fairburn zwei Jahre in England; unternahm in dieser Zeit jedoch auch ausgedehnte Wander-Reisen in Frankreich und Spanien. Obwohl er der Enge des bürgerlichen Neuseeland entfliehen wollte, fand er auch an der Londoner Bohème nur wenig Gefallen. Intensivere Kontakte hatte er zu Schriftstellerkollegen der Zeitschrift New English Weekly, für die er politische Essays schrieb, sowie zu dem Bildhauer Jacob Epstein und der Malerin Frances Hodgkins. In der englischen Hauptstadt lernte er auch die Neuseeländerin Jocelyn Mays kennen, die dort an der Slade School Kunst studierte. Die beiden heirateten 1931; im darauf folgenden Jahr wurde ihre Tochter Corin geboren.
In seiner Korrespondenz mit R. A. K. Mason und dem Aucklander Photographen Clifton Firth versuchte Fairburn, sich über seine politische und ästhetische Position klar zu werden. Obwohl Fairburn mit sozialistischen Ideen sympathisierte, lehnte er die marxistische Orthodoxie und den beginnenden Stalinismus ebenso wie die Kunstdoktrin des Sozialistischen Realismus ab. Nach seiner Rückkehr nach Neuseeland arbeitete Fairburn als Landarbeiter und von 1934 bis 1942 für die New Zealand Farmers’ Union. In dieser Zeit wurden drei weitere Kinder, Hanno, Janis und Dinah, geboren. Während der späten Kriegsjahre und darüber hinaus bis 1947 war Fairburn für den Neuseeländischen Rundfunk (National Broadcasting Service) als Manuskriptschreiber und Rundfunksprecher tätig.
Die 1930er und 1940er Jahre waren die produktivste Zeit in Fairburns schriftstellerischem Schaffen. Fairburns politisches Langgedicht Dominon, das 1941 publiziert wurde, bezeichnete Denys Trussel als “… arguably the most important political poem written in New Zealand.” (deutsch: „… wohl das wichtigste politisches Gedicht, das in Neuseeland geschrieben wurde.“); es nimmt u. a. eine Reihe von Themen wie Ökologie und Spiritualität vorweg, die erst in der zweiten Jahrhunderthälfte eine breitere gesellschaftliche Resonanz erfuhren.

## Die späten Jahre
1949 veröffentlichte Fairburn sein Langgedicht To a Friend in the Wilderness, das in Form eines poetischen Dialogs geschrieben ist. Denys Trussell beschrieb es als “… a poetic dialogue covering his deepest concerns and employing language rare in twentieth century English poetry for its combination of rhythmic fullness, lucidity and breadth of feeling.” (deutsch: „… eine [poetische] Rarität in der englischen Literatur des 20. Jahrhunderts: aufgrund einer Kombination von rhythmischer Vollendung, Transparenz und der Spannbreite … der ausgedrückten Gefühle.“) In den vierziger Jahren formierte sich, mit einem Schwerpunkt von Autoren im Aucklander Raum, auch eine dezidiert postkoloniale neuseeländische Literatur. Zusammen mit Allan Curnow, E.P. Dawson, R.A.K. Mason und Frank Sargeson, mit denen er persönlich befreundet war, arbeitete auch Fairburn an Texten, welche den besonderen kulturellen, sozialen und geographischen Bedingungen Neuseelands gerecht zu werden versuchten. Auch mit dem Maler Eric Lee-Johnson sowie dem Komponisten Douglas Lilburn verband ihn ein freundschaftliches gemeinsames Interesse an der Entwicklung einer eigenständigen kulturellen Identität Neuseelands.
Fairburn hatte auch Kontakt mit dem jüdisch-deutschen Exildichter Karl Wolfskehl, der 1938 nach Auckland gekommen war. Fairburn war von der persönlichen und dichterischen Haltung und Gelehrsamkeit Wolfskehls so beeindruckt, dass er ihm zusammen mit E.P. Dawson seine Poems 1929–1941 widmete. Mit zunehmendem Alter wurden Fairburns literarische Anspielungen an die Antike ironischer. Die in Fairburns mittleren und späten Gedichten zum Ausdruck kommende „bukolische Gelassenheit, sein sozialer Sarkasmus und eine an der neuseeländischen Landschaft orientierte panentheistische Naturauffassung“ (Franke) fanden bei Wolfskehl jedoch weniger Anklang als die frühen Texte, in denen Fairburn „Hellas“ besungen und einen fiktionalen Odysseus kurz auf Neuseeland hatte landen lassen („Odysseus, the old Wanderer“, 1929).
Fairburn schrieb eine Reihe journalistischer und essayistischer Texte, welche die Debatte um eine spezifisch neuseeländische Identität stark beeinflussten. Fairburn arbeitete u. a. für Publikationen wie Tomorrow, NZ Listener, New English Review, Compost Magazine (dessen Herausgeber Fairburn von 1944 bis 1949 war), Parsons Packet und Landfall. Zu seiner einflussreichen Essayistik hinsichtlich der Formierung nationaler Identität zählt der Aufsatz „Aspects of New Zealand Art and Letters“ (1934), einer der ersten und bedeutendsten Selbstverständigungstexte neuseeländischer Künstler sowie „We New Zealanders: An Informal Essay“ (1944).
Sein D. H. Lawrence verwandter Vitalismus zeigt sich in Fairburns Texten ebenso wie in seiner Biographie. Neben seinen diversen literarischen Arbeiten als Dichter, Essayist, Rezensent und Kritiker, war Fairburn auch als Maler, Designer und Textildrucker tätig, hinzu kamen seine vielfältigen Aktivitäten in der Natur, u. a. als Segler, aber auch als organischer Gärtner. Seine Rolle als Gesellschaftskritiker ist heute umstritten, vor allem wegen seines Frauenbildes, seiner Homophobie, aber auch seiner Angriffe auf den Maler Colin McCahon.
1946 zog Fairburn mit seiner Familie nach Devonport, wo er eine große Zahl von Freunden und Besuchern beherbergte. 1948–1949 war er Dozent an der Aucklander Universität, ab 1950 unterrichtete er auch an der Elam School, einer bekannten neuseeländischen Kunsthochschule. Sein Turangawaewae, der Ort, an dem er sich spirituell beheimatet fühlte, war der Mahurangi Harbour. In seinen letzten Lebensjahren erkrankte Fairburn an einem Krebsleiden, dem er 1957 erlag. Seine Frau und seine Kinder überlebten ihn.

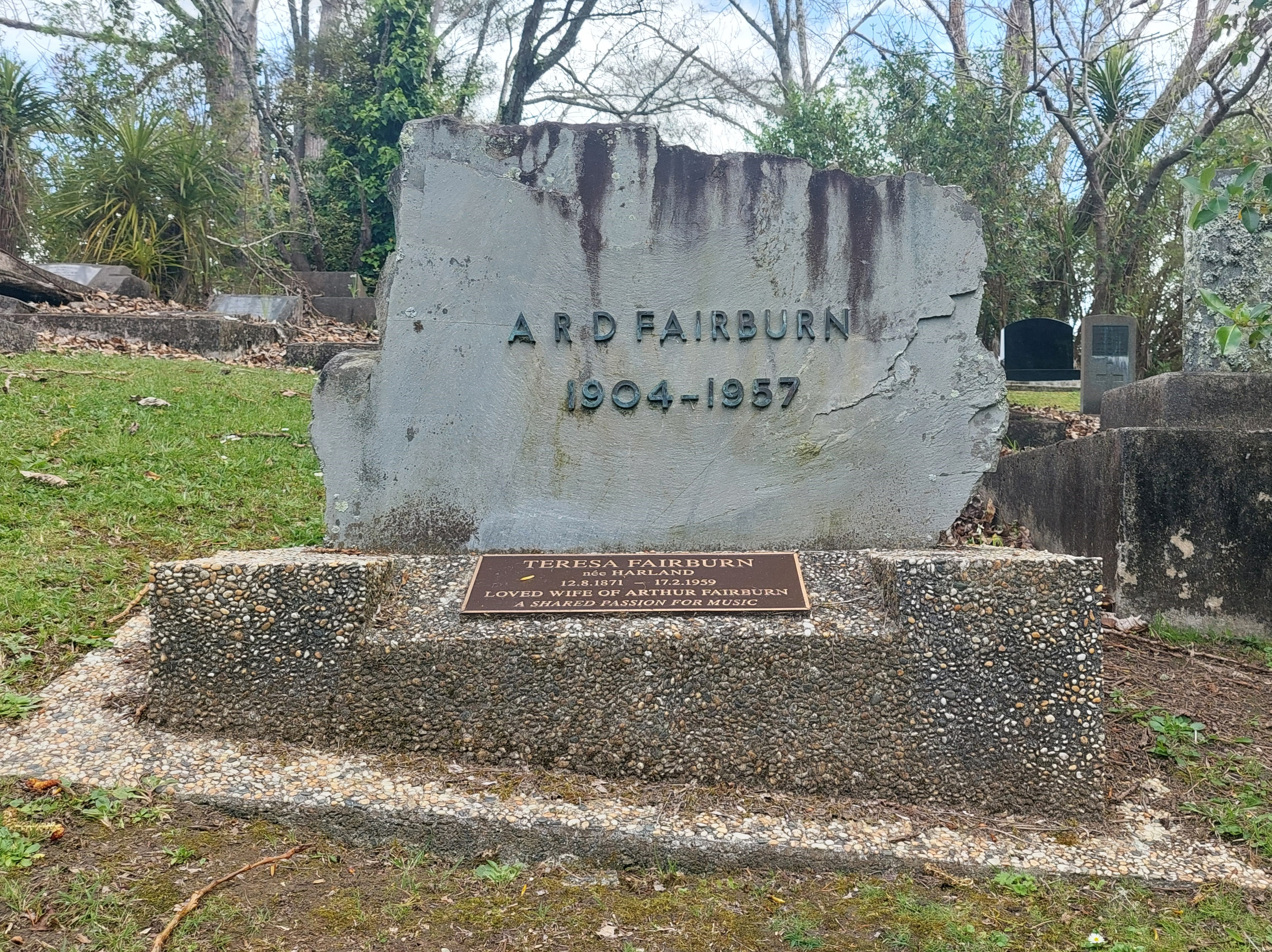
Grabstelle

## Werke (Auswahl)
- He shall not rise (1930)
- Dominion (1938)
- Poems, 1929–41 (1943)
- Walking on my feet (1945)
- Strange rendezvous (1953)